# Henri Rey (basket-ball)
Pour les articles homonymes, voir Rey et Henri Rey.
Henry Rey, né le  27 juin 1932 à Lyon et mort le 12 février 2016 à Caluire-et-Cuire, est un joueur de basket-ball, international français, évoluant au poste d'ailier.

## Carrière

### Club
- 1949-1960 :   ASVEL Villeurbanne  (Nationale 1)

### Équipe nationale
Joueur international avec l'équipe de France, il a participé au championnat d'Europe en 1953 et 1955, au championnat du monde en 1954 et aux jeux Olympiques en 1956.

## Palmarès
- Champion de France en  1950, 1952, 1955, 1956, 1957
- Finaliste du championnat de France en 1954 et 1959
- Vainqueur de la coupe de France en 1953 et 1957